# Liste der Gebietsänderungen in Brandenburg vor 2001
Die Liste der Gebietsänderungen im Land Brandenburg vor 2001 enthält wichtige Änderungen der Gemeindegebiete des Landes Brandenburg in der Zeit vom 3. Oktober 1990 bis zum 31. Dezember 2000. Dazu zählen unter anderem Zusammenschlüsse und Trennungen von Gemeinden, Eingliederungen von Gemeinden in eine andere, Änderungen des Gemeindenamens und größere Umgliederungen von Teilen einer Gemeinde in eine andere.

## Legende
- Datum: juristisches Wirkungsdatum der Gebietsänderung
- Gemeinde vor der Änderung: Gemeinde vor der Gebietsänderung
- Maßnahme: Art der Änderung
- Gemeinde nach der Änderung: Gemeinde nach der Gebietsänderung
- Landkreis: Landkreis der Gemeinde nach der Gebietsänderung
- OT: Ortsteil

Die Sortierung erfolgt chronologisch: Datum, kreisfreie Städte, Landkreise, aufnehmende oder neu gebildete Gemeinde. Heute noch bestehende Gemeinden sind farbig unterlegt. Die Gemeinden, die nach Brandenburg wechselten, sind grün, diejenigen, die das Land verließen, rot unterlegt.

## Liste
1990 | 1991 | 1992 | 1993 | 1994 | 1995 | 1996 | 1997 | 1998 | 1999 | 2000
| Datum      | Gemeinde vor der Änderung | Maßnahme                                                                                   | Gemeinde nach der Änderung                                                                 | Landkreis                                                                                  |
| ---------- | --- | ------------------------------------------------------------------------------------------ | ------------------------------------------------------------------------------------------ | ------------------------------------------------------------------------------------------ |
| 03.10.1990 | Ahrensfelde Landkreis Bernau Gebietsteile | Umgliederung                                                                               | Berlin                                                                                     | –                                                                                          |
| 03.10.1990 | Hönow Landkreis Strausberg Gebietsteile | Umgliederung                                                                               | Berlin                                                                                     | –                                                                                          |
| 03.10.1990 | West-Staaken Landkreis Nauen | Umgliederung                                                                               | Berlin                                                                                     | –                                                                                          |
| 03.10.1990 | Friedenshorst | Namensänderung                                                                             | Königshorst                                                                                | Neuruppin                                                                                  |
| 31.12.1990 | Drehna | Namensänderung                                                                             | Fürstlich Drehna                                                                           | Luckau                                                                                     |
| 00.00.1991 | Wilhelm-Pieck-Stadt Guben | Namensänderung                                                                             | Guben                                                                                      | Guben                                                                                      |
| 01.01.1991 | Marxwalde | Namensänderung                                                                             | Neuhardenberg                                                                              | Seelow                                                                                     |
| 01.01.1991 | Wolkenberg | Eingliederung                                                                              | Spremberg                                                                                  | Spremberg                                                                                  |
| 03.10.1991 | Kietz | Namensänderung                                                                             | Küstrin-Kietz                                                                              | Seelow                                                                                     |
| 01.08.1992 | Brunow Landkreis Perleberg | Umgliederung                                                                               | Brunow                                                                                     | Ludwigslust Mecklenburg-Vorpommern                                                         |
| 01.08.1992 | Dambeck Landkreis Perleberg | Umgliederung                                                                               | Dambeck                                                                                    | Ludwigslust Mecklenburg-Vorpommern                                                         |
| 01.08.1992 | Berge Landkreis Perleberg OT Pampin, Platschow | Umgliederung                                                                               | Ziegendorf                                                                                 | Ludwigslust Mecklenburg-Vorpommern                                                         |
| 01.08.1992 | Besandten Landkreis Ludwigslust Mecklenburg-Vorpommern | Umgliederung                                                                               | Besandten                                                                                  | Perleberg                                                                                  |
| 01.08.1992 | Eldenburg Landkreis Ludwigslust Mecklenburg-Vorpommern | Umgliederung                                                                               | Eldenburg                                                                                  | Perleberg                                                                                  |
| 01.08.1992 | Lanz Landkreis Ludwigslust Mecklenburg-Vorpommern | Umgliederung                                                                               | Lanz                                                                                       | Perleberg                                                                                  |
| 01.08.1992 | Lenzen (Elbe) Landkreis Ludwigslust Mecklenburg-Vorpommern | Umgliederung                                                                               | Lenzen (Elbe)                                                                              | Perleberg                                                                                  |
| 01.08.1992 | Mellen Landkreis Ludwigslust Mecklenburg-Vorpommern | Umgliederung                                                                               | Mellen                                                                                     | Perleberg                                                                                  |
| 01.08.1992 | Wootz Landkreis Ludwigslust Mecklenburg-Vorpommern | Umgliederung                                                                               | Wootz                                                                                      | Perleberg                                                                                  |
| 01.08.1992 | Bagemühl Landkreis Pasewalk Mecklenburg-Vorpommern | Umgliederung                                                                               | Bagemühl                                                                                   | Prenzlau                                                                                   |
| 01.08.1992 | Brüssow Landkreis Pasewalk Mecklenburg-Vorpommern | Umgliederung                                                                               | Brüssow                                                                                    | Prenzlau                                                                                   |
| 01.08.1992 | Fahrenholz Landkreis Pasewalk Mecklenburg-Vorpommern | Umgliederung                                                                               | Fahrenholz                                                                                 | Prenzlau                                                                                   |
| 01.08.1992 | Grünberg Landkreis Pasewalk Mecklenburg-Vorpommern | Umgliederung                                                                               | Grünberg                                                                                   | Prenzlau                                                                                   |
| 01.08.1992 | Güterberg Landkreis Pasewalk Mecklenburg-Vorpommern | Umgliederung                                                                               | Güterberg                                                                                  | Prenzlau                                                                                   |
| 01.08.1992 | Jagow Landkreis Pasewalk Mecklenburg-Vorpommern | Umgliederung                                                                               | Jagow                                                                                      | Prenzlau                                                                                   |
| 01.08.1992 | Lemmersdorf Landkreis Pasewalk Mecklenburg-Vorpommern | Umgliederung                                                                               | Lemmersdorf                                                                                | Prenzlau                                                                                   |
| 01.08.1992 | Lübbenow Landkreis Pasewalk Mecklenburg-Vorpommern | Umgliederung                                                                               | Lübbenow                                                                                   | Prenzlau                                                                                   |
| 01.08.1992 | Milow Landkreis Pasewalk Mecklenburg-Vorpommern | Umgliederung                                                                               | Milow                                                                                      | Prenzlau                                                                                   |
| 01.08.1992 | Nechlin Landkreis Pasewalk Mecklenburg-Vorpommern | Umgliederung                                                                               | Nechlin                                                                                    | Prenzlau                                                                                   |
| 01.08.1992 | Trebenow Landkreis Pasewalk Mecklenburg-Vorpommern | Umgliederung                                                                               | Trebenow                                                                                   | Prenzlau                                                                                   |
| 01.08.1992 | Wilsickow Landkreis Pasewalk Mecklenburg-Vorpommern | Umgliederung                                                                               | Wilsickow                                                                                  | Prenzlau                                                                                   |
| 01.08.1992 | Wismar Landkreis Pasewalk Mecklenburg-Vorpommern | Umgliederung                                                                               | Wismar                                                                                     | Prenzlau                                                                                   |
| 01.08.1992 | Woddow Landkreis Pasewalk Mecklenburg-Vorpommern | Umgliederung                                                                               | Woddow                                                                                     | Prenzlau                                                                                   |
| 01.08.1992 | Wolfshagen Landkreis Pasewalk Mecklenburg-Vorpommern | Umgliederung                                                                               | Wolfshagen                                                                                 | Prenzlau                                                                                   |
| 01.08.1992 | Wollschow Landkreis Pasewalk Mecklenburg-Vorpommern | Umgliederung                                                                               | Wollschow                                                                                  | Prenzlau                                                                                   |
| 15.06.1993 | Brandenburg | Namensänderung                                                                             | Brandenburg an der Havel                                                                   | –                                                                                          |
| 01.07.1993 | Eberswalde-Finow | Namensänderung                                                                             | Eberswalde                                                                                 | Eberswalde                                                                                 |
| 01.07.1993 | Milmersdorf OT Ahrensdorf | Umgliederung                                                                               | Templin                                                                                    | Templin                                                                                    |
| 19.07.1993 | Kleinmutz | Namensänderung                                                                             | Klein-Mutz                                                                                 | Gransee                                                                                    |
| 19.10.1993 | Dallgow | Namensänderung                                                                             | Dallgow-Döberitz                                                                           | Nauen                                                                                      |
| 06.12.1993 | Kreisneugliederung 38 Landkreise, 6 kreisfreie Städte → 14 Landkreise, 4 kreisfreie Städte | Kreisneugliederung 38 Landkreise, 6 kreisfreie Städte → 14 Landkreise, 4 kreisfreie Städte | Kreisneugliederung 38 Landkreise, 6 kreisfreie Städte → 14 Landkreise, 4 kreisfreie Städte | Kreisneugliederung 38 Landkreise, 6 kreisfreie Städte → 14 Landkreise, 4 kreisfreie Städte |
| 06.12.1993 | Göttin Klein Kreutz Schmerzke | Eingliederung                                                                              | Brandenburg an der Havel                                                                   | –                                                                                          |
| 06.12.1993 | Viesen OT Mahlenzien | Umgliederung                                                                               | Brandenburg an der Havel                                                                   | –                                                                                          |
| 06.12.1993 | Branitz Dissenchen Döbbrick Kahren Merzdorf Sielow Willmersdorf | Eingliederung                                                                              | Cottbus                                                                                    | –                                                                                          |
| 06.12.1993 | Eiche Grube | Eingliederung                                                                              | Potsdam                                                                                    | –                                                                                          |
| 06.12.1993 | Sommerfelde Tornow | Eingliederung                                                                              | Eberswalde                                                                                 | Barnim                                                                                     |
| 06.12.1993 | Birkholz | Eingliederung                                                                              | Bernau                                                                                     | Barnim                                                                                     |
| 06.12.1993 | Hartmannsdorf Lubolz Radensdorf | Eingliederung                                                                              | Lübben (Spreewald)                                                                         | Dahme-Spreewald                                                                            |
| 06.12.1993 | Dobra Kosilenzien Kröbeln Lausitz Maasdorf Möglenz Neuburxdorf Oschätzchen Prieschka Thalberg Theisa Zeischa Zobersdorf                                                                                             | Eingliederung                                                                              | Bad Liebenwerda                                                                            | Elbe-Elster                                                                                |
| 06.12.1993 | Kraupa | Eingliederung                                                                              | Elsterwerda                                                                                | Elbe-Elster                                                                                |
| 06.12.1993 | Sorno | Eingliederung                                                                              | Finsterwalde                                                                               | Elbe-Elster                                                                                |
| 06.12.1993 | Altranft | Eingliederung                                                                              | Bad Freienwalde                                                                            | Märkisch-Oderland                                                                          |
| 06.12.1993 | Fredersdorf Vogelsdorf | Zusammenschluss                                                                            | Fredersdorf-Vogelsdorf                                                                     | Märkisch-Oderland                                                                          |
| 06.12.1993 | Eggersdorf Petershagen | Zusammenschluss                                                                            | Petershagen/Eggersdorf                                                                     | Märkisch-Oderland                                                                          |
| 06.12.1993 | Hohenstein | Eingliederung                                                                              | Strausberg                                                                                 | Märkisch-Oderland                                                                          |
| 06.12.1993 | Bergfelde Borgsdorf Hohen Neuendorf | Zusammenschluss                                                                            | Hohen Neuendorf                                                                            | Oberhavel                                                                                  |
| 06.12.1993 | Tettau OT Frauendorf | Neubildung                                                                                 | Frauendorf                                                                                 | Oberspreewald-Lausitz                                                                      |
| 06.12.1993 | Grünewalde Kostebrau | Eingliederung                                                                              | Lauchhammer                                                                                | Oberspreewald-Lausitz                                                                      |
| 06.12.1993 | Bornow Kohlsdorf Krügersdorf Oegeln Schneeberg | Eingliederung                                                                              | Beeskow                                                                                    | Oder-Spree                                                                                 |
| 06.12.1993 | Diehlo | Eingliederung                                                                              | Eisenhüttenstadt                                                                           | Oder-Spree                                                                                 |
| 06.12.1993 | Trebus | Eingliederung                                                                              | Fürstenwalde/Spree                                                                         | Oder-Spree                                                                                 |
| 06.12.1993 | Alt Ruppin Buskow Gnewikow Gühlen-Glienicke Karwe Krangen Lichtenberg Molchow Nietwerder Radensleben Stöffin Wulkow Wuthenow                                                                                        | Eingliederung                                                                              | Neuruppin                                                                                  | Ostprignitz-Ruppin                                                                         |
| 06.12.1993 | Babitz Biesen | Eingliederung                                                                              | Wittstock/Dosse                                                                            | Ostprignitz-Ruppin                                                                         |
| 06.12.1993 | Kähnsdorf Neuseddin Seddin | Zusammenschluss                                                                            | Seddiner See                                                                               | Potsdam-Mittelmark                                                                         |
| 06.12.1993 | Ruhlsdorf | Eingliederung                                                                              | Teltow                                                                                     | Potsdam-Mittelmark                                                                         |
| 06.12.1993 | Dergenthin Quitzow Sükow | Eingliederung                                                                              | Perleberg                                                                                  | Prignitz                                                                                   |
| 06.12.1993 | Schönhagen | Eingliederung                                                                              | Pritzwalk                                                                                  | Prignitz                                                                                   |
| 06.12.1993 | Bohrau Briesnig Groß Bademeusel Groß Jamno Mulknitz Naundorf | Eingliederung                                                                              | Forst (Lausitz)                                                                            | Spree-Neiße                                                                                |
| 06.12.1993 | Bresinchen Deulowitz Schlagsdorf | Eingliederung                                                                              | Guben                                                                                      | Spree-Neiße                                                                                |
| 06.12.1993 | Babow Eichow Glinzig Gulben Hänchen Klein Gaglow Kolkwitz Krieschow Limberg Milkersdorf Papitz | Zusammenschluss                                                                            | Kolkwitz                                                                                   | Spree-Neiße                                                                                |
| 06.12.1993 | Schönhöhe | Eingliederung                                                                              | Tauer                                                                                      | Spree-Neiße                                                                                |
| 06.12.1993 | Frankenfelde Kolzenburg | Eingliederung                                                                              | Luckenwalde                                                                                | Teltow-Fläming                                                                             |
| 06.12.1993 | Berkenbrück Dobbrikow Dümde Felgentreu Frankenförde Gottow Hennickendorf Holbeck Jänickendorf Kemnitz Lynow Märtensmühle Nettgendorf Ruhlsdorf Scharfenbrück Schönefeld Schöneweide Stülpe Woltersdorf Zülichendorf | Zusammenschluss                                                                            | Nuthe-Urstromtal                                                                           | Teltow-Fläming                                                                             |
| 06.12.1993 | Schönermark OT Naugarten | Neubildung                                                                                 | Naugarten                                                                                  | Uckermark                                                                                  |
| 06.12.1993 | Seelübbe | Eingliederung                                                                              | Prenzlau                                                                                   | Uckermark                                                                                  |
| 06.12.1993 | Blumenhagen Gatow Kunow | Eingliederung                                                                              | Schwedt/Oder                                                                               | Uckermark                                                                                  |
| 23.02.1994 | Baruth | Namensänderung                                                                             | Baruth/Mark                                                                                | Teltow-Fläming                                                                             |
| 13.06.1994 | Bad Freienwalde | Namensänderung                                                                             | Bad Freienwalde (Oder)                                                                     | Märkisch-Oderland                                                                          |
| 01.01.1995 | Goschen | Eingliederung                                                                              | Lieberose                                                                                  | Dahme-Spreewald                                                                            |
| 01.01.1995 | Neutrebbin Wuschewier | Zusammenschluss                                                                            | Neutrebbin                                                                                 | Märkisch-Oderland                                                                          |
| 01.01.1995 | Klein Neuendorf Sietzing | Zusammenschluss                                                                            | Sietzing                                                                                   | Märkisch-Oderland                                                                          |
| 01.01.1995 | Liepe Wahlsdorf | Zusammenschluss                                                                            | Wahlsdorf                                                                                  | Teltow-Fläming                                                                             |
| 01.03.1995 | Großmachnow | Namensänderung                                                                             | Groß Machnow                                                                               | Teltow-Fläming                                                                             |
| 01.10.1996 | Kausche | Eingliederung                                                                              | Drebkau                                                                                    | Spree-Neiße                                                                                |
| 16.02.1996 | Gemeindefreies Gebiet, Hauptquartier der Gruppe der Sowjetischen Streitkräfte in Deutschland | Neubildung                                                                                 | Waldstadt                                                                                  | Teltow-Fläming                                                                             |
| 13.02.1997 | Altlüdersdorf Kraatz-Buberow Meseberg Neulögow | Eingliederung                                                                              | Gransee                                                                                    | Oberhavel                                                                                  |
| 01.03.1997 | Sedlitz | Eingliederung                                                                              | Senftenberg                                                                                | Oberspreewald-Lausitz                                                                      |
| 01.04.1997 | Vetschau | Namensänderung                                                                             | Vetschau/Spreewald                                                                         | Oberspreewald-Lausitz                                                                      |
| 01.04.1997 | Freienhufen | Eingliederung                                                                              | Großräschen                                                                                | Oberspreewald-Lausitz                                                                      |
| 01.05.1997 | Gartow | Eingliederung                                                                              | Wusterhausen/Dosse                                                                         | Ostprignitz-Ruppin                                                                         |
| 01.06.1997 | Goyatz-Guhlen Siegadel | Zusammenschluss                                                                            | Goyatz                                                                                     | Dahme-Spreewald                                                                            |
| 01.06.1997 | Trebitz | Eingliederung                                                                              | Lieberose                                                                                  | Dahme-Spreewald                                                                            |
| 30.11.1997 | Gießmannsdorf | Eingliederung                                                                              | Luckau                                                                                     | Dahme-Spreewald                                                                            |
| 01.12.1997 | Bentwisch | Eingliederung                                                                              | Wittenberge                                                                                | Prignitz                                                                                   |
| 01.12.1997 | Röpersdorf Sternhagen | Zusammenschluss                                                                            | Röpersdorf/Sternhagen                                                                      | Uckermark                                                                                  |
| 01.12.1997 | Arendsee Parmen-Weggun | Zusammenschluss                                                                            | Weggun                                                                                     | Uckermark                                                                                  |
| 29.12.1997 | Blasdorf | Eingliederung                                                                              | Lieberose                                                                                  | Dahme-Spreewald                                                                            |
| 30.12.1997 | Eichhorst Finowfurt Lichterfelde Werbellin | Zusammenschluss                                                                            | Finowfurt                                                                                  | Barnim                                                                                     |
| 30.12.1997 | Darritz-Wahlendorf Gottberg Kränzlin Werder | Zusammenschluss                                                                            | Märkisch Linden                                                                            | Ostprignitz-Ruppin                                                                         |
| 30.12.1997 | Katerbow Netzeband Rägelin | Zusammenschluss                                                                            | Temnitzquell                                                                               | Ostprignitz-Ruppin                                                                         |
| 30.12.1997 | Kerzlin Küdow-Lüchfeld Rohrlack Vichel Wildberg | Zusammenschluss                                                                            | Temnitztal                                                                                 | Ostprignitz-Ruppin                                                                         |
| 30.12.1997 | Blindow Schenkenberg | Zusammenschluss                                                                            | Schenkenberg                                                                               | Uckermark                                                                                  |
| 31.12.1997 | Bornsdorf Weißack | Zusammenschluss                                                                            | Berstequell                                                                                | Dahme-Spreewald                                                                            |
| 31.12.1997 | Gehren Langengrassau Waltersdorf Wüstermarke | Zusammenschluss                                                                            | Heideblick                                                                                 | Dahme-Spreewald                                                                            |
| 31.12.1997 | Lichterfeld Schacksdorf | Zusammenschluss                                                                            | Lichterfeld-Schacksdorf                                                                    | Elbe-Elster                                                                                |
| 31.12.1997 | Babben Betten Lindthal Massen | Zusammenschluss                                                                            | Massen-Niederlausitz                                                                       | Elbe-Elster                                                                                |
| 31.12.1997 | Dollenchen Sallgast | Zusammenschluss                                                                            | Sallgast                                                                                   | Elbe-Elster                                                                                |
| 31.12.1997 | Altreetz Mädewitz Wustrow | Zusammenschluss                                                                            | Altreetz                                                                                   | Märkisch-Oderland                                                                          |
| 31.12.1997 | Bliesdorf Kunersdorf/Metzdorf | Zusammenschluss                                                                            | Bliesdorf-Kunersdorf-Metzdorf                                                              | Märkisch-Oderland                                                                          |
| 31.12.1997 | Gusow Platkow | Zusammenschluss                                                                            | Gusow-Platkow                                                                              | Märkisch-Oderland                                                                          |
| 31.12.1997 | Gorgast Küstrin-Kietz Manschnow | Zusammenschluss                                                                            | Küstriner Vorland                                                                          | Märkisch-Oderland                                                                          |
| 31.12.1997 | Letschin Sophienthal Steintoch | Zusammenschluss                                                                            | Letschin                                                                                   | Märkisch-Oderland                                                                          |
| 31.12.1997 | Altbarnim Alttrebbin Neutrebbin | Zusammenschluss                                                                            | Neutrebbin                                                                                 | Märkisch-Oderland                                                                          |
| 31.12.1997 | Prötzel Sternebeck/Harnekop | Zusammenschluss                                                                            | Prötzel                                                                                    | Märkisch-Oderland                                                                          |
| 31.12.1997 | Möglin Reichenow | Zusammenschluss                                                                            | Reichenow-Möglin                                                                           | Märkisch-Oderland                                                                          |
| 31.12.1997 | Altwriezen/Beauregard Eichwerder Rathsdorf/Neugaul Schulzendorf | Eingliederung                                                                              | Wriezen                                                                                    | Märkisch-Oderland                                                                          |
| 31.12.1997 | Frankenfelde Haselberg Lüdersdorf/Biesdorf | Zusammenschluss                                                                            | Wriezener Höhe                                                                             | Märkisch-Oderland                                                                          |
| 31.12.1997 | Buschdorf Friedrichsaue Zechin | Zusammenschluss                                                                            | Zechin                                                                                     | Märkisch-Oderland                                                                          |
| 31.12.1997 | Alt Zeschdorf Döbberin Petershagen | Zusammenschluss                                                                            | Zeschdorf                                                                                  | Märkisch-Oderland                                                                          |
| 31.12.1997 | Falkenthal Glambeck Grieben Großmutz Grüneberg Gutengermendorf Häsen Löwenberg Neulöwenberg Teschendorf | Zusammenschluss                                                                            | Löwenberger Land                                                                           | Oberhavel                                                                                  |
| 31.12.1997 | Dreetz Giesenhorst | Zusammenschluss                                                                            | Dreetz                                                                                     | Ostprignitz-Ruppin                                                                         |
| 31.12.1997 | Hohenofen Sieversdorf | Zusammenschluss                                                                            | Sieversdorf-Hohenofen                                                                      | Ostprignitz-Ruppin                                                                         |
| 31.12.1997 | Bantikow Blankenberg Brunn Ganzer Kantow Lögow Schönberg Wusterhausen/Dosse | Zusammenschluss                                                                            | Wusterhausen/Dosse                                                                         | Ostprignitz-Ruppin                                                                         |
| 31.12.1997 | Lohm Zernitz | Zusammenschluss                                                                            | Zernitz-Lohm                                                                               | Ostprignitz-Ruppin                                                                         |
| 31.12.1997 | Baruth/Mark Groß Ziescht Horstwalde Mückendorf Radeland | Zusammenschluss                                                                            | Baruth/Mark                                                                                | Teltow-Fläming                                                                             |
| 31.12.1997 | Glienick Horstfelde Schünow | Zusammenschluss                                                                            | Glienick                                                                                   | Teltow-Fläming                                                                             |
| 31.12.1997 | Grüna Jüterbog Kloster Zinna Markendorf Neuheim Neuhof Werder | Zusammenschluss                                                                            | Jüterbog                                                                                   | Teltow-Fläming                                                                             |
| 31.12.1997 | Genshagen Gröben Kerzendorf Löwenbruch Siethen Wietstock | Eingliederung                                                                              | Ludwigsfelde                                                                               | Teltow-Fläming                                                                             |
| 31.12.1997 | Borgisdorf Gräfendorf Hohenahlsdorf Hohengörsdorf Meinsdorf Nonnendorf Reinsdorf Riesdorf Schlenzer Sernow Waltersdorf Welsickendorf Werbig Wiepersdorf                                                             | Zusammenschluss                                                                            | Niederer Fläming                                                                           | Teltow-Fläming                                                                             |
| 31.12.1997 | Altes Lager Blönsdorf Bochow Danna Dennewitz Langenlipsdorf Malterhausen Niedergörsdorf Oehna Rohrbeck Schönefeld Seehausen Wergzahna Zellendorf                                                                    | Zusammenschluss                                                                            | Niedergörsdorf                                                                             | Teltow-Fläming                                                                             |
| 31.12.1997 | Christinendorf Großbeuthen Märkisch Wilmersdorf Thyrow | Zusammenschluss                                                                            | Thyrow                                                                                     | Teltow-Fläming                                                                             |
| 31.12.1997 | Glau Kliestow Trebbin Wiesenhagen | Zusammenschluss                                                                            | Trebbin                                                                                    | Teltow-Fläming                                                                             |
| 31.12.1997 | Damme Drense Grünow | Zusammenschluss                                                                            | Grünow                                                                                     | Uckermark                                                                                  |
| 31.12.1997 | Falkenhagen Holzendorf | Zusammenschluss                                                                            | Holzendorf                                                                                 | Uckermark                                                                                  |
| 01.01.1998 | Kummerow | Eingliederung                                                                              | Schwedt/Oder                                                                               | Uckermark                                                                                  |
| 01.05.1998 | Mahlsdorf | Eingliederung                                                                              | Golßen                                                                                     | Dahme-Spreewald                                                                            |
| 01.05.1998 | Bliesdorf-Kunersdorf-Metzdorf | Namensänderung                                                                             | Bliesdorf                                                                                  | Märkisch-Oderland                                                                          |
| 01.05.1998 | Altfriedland Wulkow bei Trebnitz | Eingliederung                                                                              | Neuhardenberg                                                                              | Märkisch-Oderland                                                                          |
| 01.05.1998 | Stolpe-Süd | Eingliederung                                                                              | Hennigsdorf                                                                                | Oberhavel                                                                                  |
| 01.05.1998 | Beenz Gollmitz | Zusammenschluss                                                                            | Gollmitz                                                                                   | Uckermark                                                                                  |
| 28.05.1998 | Groß Gastrose Kerkwitz | Zusammenschluss                                                                            | Gastrose-Kerkwitz                                                                          | Spree-Neiße                                                                                |
| 01.07.1998 | Buchholz bei Treuenbrietzen | Namensänderung                                                                             | Buchholz bei Beelitz                                                                       | Potsdam-Mittelmark                                                                         |
| 01.09.1998 | Zieckau | Eingliederung                                                                              | Luckau                                                                                     | Dahme-Spreewald                                                                            |
| 27.09.1998 | Trampe Tuchen-Klobbicke | Zusammenschluss                                                                            | Breydin                                                                                    | Barnim                                                                                     |
| 27.09.1998 | Melchow Spechthausen | Zusammenschluss                                                                            | Melchow                                                                                    | Barnim                                                                                     |
| 27.09.1998 | Grüntal Tempelfelde | Zusammenschluss                                                                            | Sydower Fließ                                                                              | Barnim                                                                                     |
| 27.09.1998 | Rotberg Waltersdorf | Zusammenschluss                                                                            | Waltersdorf                                                                                | Dahme-Spreewald                                                                            |
| 27.09.1998 | Gruhno Lindena Schadewitz Schönborn | Zusammenschluss                                                                            | Schönborn                                                                                  | Elbe-Elster                                                                                |
| 27.09.1998 | Beiersdorf Beutersitz Bönitz Domsdorf Kauxdorf Marxdorf Prestewitz Rothstein Saxdorf Wildgrube Winkel | Eingliederung                                                                              | Wahrenbrück                                                                                | Elbe-Elster                                                                                |
| 27.09.1998 | Wernitz | Eingliederung                                                                              | Wustermark                                                                                 | Havelland                                                                                  |
| 27.09.1998 | Seilershof | Eingliederung                                                                              | Gransee                                                                                    | Oberhavel                                                                                  |
| 27.09.1998 | Großwoltersdorf Wolfsruh Zernikow | Zusammenschluss                                                                            | Großwoltersdorf                                                                            | Oberhavel                                                                                  |
| 27.09.1998 | Baumgarten Sonnenberg | Zusammenschluss                                                                            | Sonnenberg                                                                                 | Oberhavel                                                                                  |
| 27.09.1998 | Dollgow Menz Neuglobsow | Zusammenschluss                                                                            | Stechlin                                                                                   | Oberhavel                                                                                  |
| 27.09.1998 | Segeletz | Eingliederung                                                                              | Wusterhausen/Dosse                                                                         | Ostprignitz-Ruppin                                                                         |
| 27.09.1998 | Horno | Eingliederung                                                                              | Jänschwalde                                                                                | Spree-Neiße                                                                                |
| 27.09.1998 | Schwarze Pumpe Sellessen | Eingliederung                                                                              | Spremberg                                                                                  | Spree-Neiße                                                                                |
| 27.09.1998 | Lindenbrück Waldstadt | Eingliederung                                                                              | Wünsdorf                                                                                   | Teltow-Fläming                                                                             |
| 31.12.1998 | Löhme | Eingliederung                                                                              | Seefeld                                                                                    | Barnim                                                                                     |
| 31.12.1998 | Ahlsdorf Brandis Stolzenhain | Zusammenschluss                                                                            | Heideeck                                                                                   | Elbe-Elster                                                                                |
| 31.12.1998 | Bergen | Eingliederung                                                                              | Luckau                                                                                     | Dahme-Spreewald                                                                            |
| 31.12.1998 | Lieskau | Eingliederung                                                                              | Lichterfeld-Schacksdorf                                                                    | Elbe-Elster                                                                                |
| 31.12.1998 | Münchhausen Schönewalde | Zusammenschluss                                                                            | Münchhausen                                                                                | Elbe-Elster                                                                                |
| 31.12.1998 | Bernsdorf Dubro Grassau Jeßnigk | Zusammenschluss                                                                            | Themesgrund                                                                                | Elbe-Elster                                                                                |
| 31.12.1998 | Knippelsdorf Wiepersdorf Wildenau | Zusammenschluss                                                                            | Wildberg                                                                                   | Elbe-Elster                                                                                |
| 31.12.1998 | Langennaundorf | Eingliederung                                                                              | Uebigau                                                                                    | Elbe-Elster                                                                                |
| 31.12.1998 | Schönfließ | Eingliederung                                                                              | Lebus                                                                                      | Märkisch-Oderland                                                                          |
| 31.12.1998 | Woschkow | Eingliederung                                                                              | Großräschen                                                                                | Oberspreewald-Lausitz                                                                      |
| 31.12.1998 | Jacobsdorf Petersdorf b. Briesen Pillgram | Zusammenschluss                                                                            | Jacobsdorf                                                                                 | Oder-Spree                                                                                 |
| 31.12.1998 | Bliesendorf | Eingliederung                                                                              | Werder (Havel)                                                                             | Potsdam-Mittelmark                                                                         |
| 31.12.1998 | Grano Groß Drewitz Krayne Lauschütz Schenkendöbern Sembten | Zusammenschluss                                                                            | Lutzketal                                                                                  | Spree-Neiße                                                                                |
| 31.12.1998 | Lübbinchen Pinnow Reicherskreuz Staakow | Zusammenschluss                                                                            | Pinnow-Heideland                                                                           | Spree-Neiße                                                                                |
| 31.12.1998 | Briest Jamikow Passow | Zusammenschluss                                                                            | Welsebruch                                                                                 | Uckermark                                                                                  |
| 01.01.1999 | Schwarzheide/N.L. | Namensänderung                                                                             | Schwarzheide                                                                               | Oberspreewald-Lausitz                                                                      |
| 01.03.1999 | Dannenberg | Namensänderung                                                                             | Dannenberg (Mark)                                                                          | Märkisch-Oderland                                                                          |
| 01.04.1999 | Bernau | Namensänderung                                                                             | Bernau bei Berlin                                                                          | Barnim                                                                                     |
| 31.12.1999 | Egsdorf Fürstlich Drehna Karche-Zaacko Kreblitz Kümmritz Willmersdorf-Stöbritz | Eingliederung                                                                              | Luckau                                                                                     | Dahme-Spreewald                                                                            |
| 31.12.1999 | Frankena | Eingliederung                                                                              | Doberlug-Kirchhain                                                                         | Elbe-Elster                                                                                |
| 31.12.1999 | Osdorf | Eingliederung                                                                              | Großbeeren                                                                                 | Teltow-Fläming                                                                             |
| 31.12.1999 | Ließen Merzdorf Petkus | Zusammenschluss                                                                            | Petkus                                                                                     | Teltow-Fläming                                                                             |
| 31.12.1999 | Heinersdorf | Eingliederung                                                                              | Großbeeren                                                                                 | Teltow-Fläming                                                                             |
| 31.12.2000 | Freesdorf | Eingliederung                                                                              | Luckau                                                                                     | Dahme-Spreewald                                                                            |
| 31.12.2000 | Fürstenwalde (Spree) | Namensänderung                                                                             | Fürstenwalde/Spree                                                                         | Oder-Spree                                                                                 |
| 31.12.2000 | Plötzin | Eingliederung                                                                              | Werder (Havel)                                                                             | Potsdam-Mittelmark                                                                         |
| 31.12.2000 | Bärenbrück Maust Neuendorf | Zusammenschluss                                                                            | Teichland                                                                                  | Spree-Neiße                                                                                |
| 31.12.2000 | Altkünkendorf | Eingliederung                                                                              | Angermünde                                                                                 | Uckermark                                                                                  |